# Elezioni presidenziali negli Stati Uniti d'America del 1964
Le elezioni presidenziali negli Stati Uniti d'America del 1964 si svolsero il 3 novembre. La sfida oppose il candidato repubblicano Barry Goldwater e il presidente uscente democratico Lyndon B. Johnson, che ottenne la riconferma con un larghissimo vantaggio. Johnson aveva vinto le presidenziali del 1960 come candidato vicepresidente, ma era subentrato alla presidenza in seguito all'assassinio di Kennedy il 22 novembre 1963.
Furono le prime elezioni presidenziali cui partecipò anche il distretto di Columbia, in virtù del XXIII emendamento alla Costituzione approvato nel 1961.

## Risultati
| Candidati              | Candidati              | Partiti                           | Voti       | %     | Delegati |
| Presidente             | Vicepresidente         | Partiti                           | Voti       | %     | Delegati |
| ---------------------- | ---------------------- | --------------------------------- | ---------- | ----- | -------- |
| Lyndon B. Johnson (TX) | Hubert Humphrey (MN)   | Partito Democratico               | 43 129 040 | 61,05 | 486      |
| Barry Goldwater (AZ)   | William E. Miller (NY) | Partito Repubblicano              | 27 175 754 | 38,47 | 52       |
| Eric Hass              | Henning Blomen         | Socialist Labor Party of America  | 45 189     | 0,06  | –        |
| Clifton DeBerry        | Edward Shaw            | Partito Socialista dei Lavoratori | 32 706     | 0,05  | –        |
| E. Harold Munn         | Mark Shaw              | Partito Proibizionista            | 23 267     | 0,03  | –        |
| John Kasper            | Jesse Stoner           | National States' Rights Party     | 6 953      | 0,01  | –        |
| Joseph Lightburn       | Theodore Billings      | Constitution Party                | 5 061      | 0,01  | –        |
| Kirby Hensley          | John Hopkins           | Universal Party                   | 19         | 0,00  | –        |
| Unpledged electors     | -                      | -                                 | 210 732    | 0,30  | –        |
| Write-ins              | -                      | -                                 | 12 818     | 0,02  | –        |
| Totale                 | Totale                 | Totale                            | 70 641 539 | 100   | 538      |

| Lyndon B. Johnson |  | 61,05% |
| Barry Goldwater   |  | 38,47% |
| Altri             |  | 0,48%  |

     Johnson (486)
     Goldwater (52)